# Никола Калудов
Никола Иванов Калудов е български дипломат и агент на ДС.

## Биография
Роден е през 11 септември 1943 година. Дипломира се в Университета за национално и световно стопанство („Международни икономически отношения“). Специализира в Дипломатическата академия в Москва и Дипломатическата академия във Виена.
Никола Калудов има стаж в Министерство на външните работи близо 40 години. Последователно преминава през дипломатическите рангове Аташе, трети, втори, първи секретар и съветник в посолствата в Мали, Мозамбик, Бразилия. Заема длъжностите референт, заместник-началник на отдел и на управление, началник на отдел и директор в структурите на МВнР по двустранните отношения с африкански, латиноамерикански и европейски държави.
Посланик е в Лисабон (1996 – 1999), Рим (2002 – 2007) и Ватикана (2009 – 2012). По съвместителство е посланик в Малта, Република Сан Марино (2002 – 2007) и Суверенния Малтийски орден (2009 – 2012)
За дипломатическата си дейност е удостоен със следните награди: велик офицер на Ордена на Звездата на Италианската солидарност, Голям кръст на Ордена на принц Енрике Мореплавателя, велик офицер на Ордена за заслуги на Малтийския орден, кавалер на Ордена на Света Агата на Сан Марино. Награден е със сребърна и златна лаврова клонка на МВнР.
Осветен е от Комисията по досиетата като агент „Андрей“ и „Прогрес“ на външно-политическото разузнаване - Първо Главно Управление на ДС.